# Nage en eau libre aux championnats du monde de natation 2017
Navigation
Kazan 2015 Gwangju 2019
Sept épreuves de nage en eau libre sont disputées dans le cadre des Championnats du monde de natation 2017 organisés à Budapest (Hongrie). Elles se déroulent du 15 au 21 juillet 2017.

## Délégations
51 délégations sont représentées dans les épreuves de nage en eau libre des Championnats du monde 2017.
| - Afrique du Sud - Allemagne - Angola - Argentine - Australie - Autriche - Azerbaïdjan - Belgique - Bolivie - Brésil - Bulgarie - Canada - Chili - Chine - Costa Rica - Croatie - Égypte | - Équateur - Espagne - Estonie - États-Unis - France - Grèce - Guatemala - Hong Kong - Hongrie - Inde - Israël - Italie - Japon - Kazakhstan - Macédoine - Mexique - Namibie | - Nouvelle-Zélande - Pays-Bas - Pérou - Pologne - Portugal - République tchèque - Royaume-Uni - Russie - Salvador - Sénégal - Serbie - Slovaquie - Slovénie - Syrie - Tunisie - Ukraine - Venezuela |

## Programme
Tous les horaires correspondent à l'UTC+2
| Date            | Heure | Course           |
| --------------- | ----- | ---------------- |
| 15 juillet 2017 | 10:00 | 5 km hommes      |
| 16 juillet 2017 | 10:00 | 10 km femmes     |
| 18 juillet 2017 | 10:00 | 10 km hommes     |
| 19 juillet 2017 | 10:00 | 5 km femmes      |
| 20 juillet 2017 | 10:00 | 5 km par équipes |
| 21 juillet 2017 | 08:30 | 25 km hommes     |
| 21 juillet 2017 | 08:45 | 25 km femmes     |

## Résultats détaillés

### 5 km
| Rang | Nageur               | Pays        | Temps / Écart |
| ---- | -------------------- | ----------- | ------------- |
| 1    | Marc-Antoine Olivier | France      | 54 min 31 s 4 |
| 2    | Mario Sanzullo       | Italie      | + 0 s 7       |
| 3    | Timothy Shuttleworth | Royaume-Uni | + 10 s 7      |
| 4    | Kirill Abrosimov     | Russie      | + 14 s 5      |
| 5    | Fernando Ponte       | Brésil      | + 15 s 7      |
| 6    | Andrea Manzi         | Italie      | + 16 s 2      |
| 7    | Kristof Rasovszky    | Hongrie     | + 16 s 2      |
| 8    | Logan Fontaine       | France      | + 16 s 5      |
| 9    | Vitaliy Khudyakov    | Kazakhstan  | + 16 s 7      |
| 10   | David Heron          | États-Unis  | + 16 s 8      |

| Rang | Nageuse               | Pays           | Temps / Écart |
| ---- | --------------------- | -------------- | ------------- |
| 1    | Ashley Twichell       | États-Unis     | 59 min 07 s 0 |
| 2    | Aurélie Muller        | France         | + 3 s 5       |
| 3    | Ana Marcela Cunha     | Brésil         | + 4 s 4       |
| 4    | Sharon van Rouwendaal | Pays-Bas       | + 4 s 5       |
| 5    | Haley Anderson        | États-Unis     | + 19 s 2      |
| 6    | Giulia Gabbrielleschi | Italie         | + 19 s 4      |
| 7    | Michelle Weber        | Afrique du Sud | + 20 s 5      |
| 7    | Kiah Melverton        | Australie      | + 20 s 5      |
| 9    | Kalliopi Araouzou     | Grèce          | + 21 s 0      |
| 10   | Kareena Lee           | Australie      | + 21 s 9      |

### 10 km
| Rang | Nageur               | Pays        | Temps / Écart     |
| ---- | -------------------- | ----------- | ----------------- |
| 1    | Ferry Weertman       | Pays-Bas    | 1 h 51 min 58 s 5 |
| 2    | Jordan Wilimovsky    | États-Unis  | + 0 s 1           |
| 3    | Marc-Antoine Olivier | France      | + 0 s 7           |
| 4    | Jack Burnell         | Royaume-Uni | + 2 s 3           |
| 5    | Kristof Rasovszky    | Hongrie     | + 3 s 2           |
| 6    | David Aubry          | France      | + 3 s 4           |
| 7    | Simone Ruffini       | Italie      | + 9 s 2           |
| 8    | Evgeny Drattsev      | Russie      | + 11 s 6          |
| 9    | Brendan Casey        | États-Unis  | + 20 s 1          |
| 10   | Federico Vanelli     | Italie      | + 22 s 5          |

| Rang | Nageuse           | Pays       | Temps / Écart     |
| ---- | ----------------- | ---------- | ----------------- |
| 1    | Aurélie Muller    | France     | 2 h 00 min 13 s 7 |
| 2    | Samantha Arévalo  | Équateur   | + 3 s 3           |
| 3    | Arianna Bridi     | Italie     | + 3 s 5           |
| 3    | Ana Marcela Cunha | Brésil     | + 3 s 5           |
| 5    | Rachele Bruni     | Italie     | + 7 s 7           |
| 6    | Haley Anderson    | États-Unis | + 12 s 2          |
| 7    | Finnia Wunram     | Allemagne  | + 12 s 4          |
| 8    | Anna Olasz        | Hongrie    | + 14 s 7          |
| 9    | Chelsea Gubecka   | Australie  | + 16 s 3          |
| 10   | Ashley Twichell   | États-Unis | + 27 s 6          |

### 25 km
| Rang | Nageur              | Pays       | Temps / Écart     |
| ---- | ------------------- | ---------- | ----------------- |
| 1    | Axel Reymond        | France     | 5 h 02 min 46 s 4 |
| 2    | Matteo Furlan       | Italie     | + 0 s 6           |
| 3    | Evgeny Drattsev     | Russie     | + 3 s 4           |
| 4    | Simone Ruffini      | Italie     | + 6 s 7           |
| 5    | Chip Petterson      | États-Unis | + 56 s 6          |
| 6    | Gergely Gyurta      | Hongrie    | + 1 min 14 s 3    |
| 7    | Vitaliy Khudyakov   | Kazakhstan | + 1 min 49 s 7    |
| 8    | Sergueï Bolchakov   | Russie     | + 2 min 03 s 4    |
| 9    | Marcel Schouten     | Pays-Bas   | + 2 min 06 s 6    |
| 10   | Andreas Waschburger | Allemagne  | + 3 min 27 s 7    |

| Rang | Nageuse               | Pays       | Temps / Écart     |
| ---- | --------------------- | ---------- | ----------------- |
| 1    | Ana Marcela Cunha     | Brésil     | 5 h 21 min 21 s 4 |
| 2    | Sharon van Rouwendaal | Pays-Bas   | + 2 s 4           |
| 3    | Arianna Bridi         | Italie     | + 9 s 8           |
| 4    | Martina Grimaldi      | Italie     | + 1 min 56 s 2    |
| 5    | Anna Olasz            | Hongrie    | + 1 min 56 s 6    |
| 6    | Anastasiia Krapivina  | Russie     | + 2 min 05 s 3    |
| 7    | Becca Mann            | États-Unis | + 5 min 08 s 5    |
| 8    | Aurélie Muller        | France     | + 6 min 26 s 9    |
| 9    | Chelsea Gubecka       | Australie  | + 6 min 43 s 2    |
| 10   | Cathryn Salladin      | États-Unis | + 7 min 51 s 3    |

### 5 km par équipes
| Rang | Nageurs/euses                                                                    | Pays        | Temps / Écart  |
| ---- | -------------------------------------------------------------------------------- | ----------- | -------------- |
| 1    | Océane Cassignol, Logan Fontaine, Aurélie Muller, Marc-Antoine Olivier           | France      | 54 min 05 s 9  |
| 2    | Brendan Casey, Ashley Twichell, Haley Anderson, Jordan Wilimovsky                | États-Unis  | + 12 s 2       |
| 3    | Rachele Bruni, Giulia Gabbrielleschi, Federico Vanelli, Mario Sanzullo           | Italie      | + 25 s 1       |
| 4    | Kareena Lee, Jack Brazier, Kiah Melverton, Jack Alan McLoughlin                  | Australie   | + 37 s 0       |
| 5    | Danielle Huskisson, Tobias Patrick Robinson, Timothy Shuttleworth, Alice Dearing | Royaume-Uni | + 45 s 2       |
| 6    | Allan Do Carmo, Viviane Jungblut, Ana Marcela Cunha, Fernando Ponte              | Brésil      | + 1 min 13 s 7 |
| 7    | Janka Juhasz, Kristof Rasovszky, Melinda Novoszath, Gergely Gyurta               | Hongrie     | + 1 min 17 s 8 |
| 8    | Finnia Wunram, Leonie Beck, Soren Detlef Meissner, Rob Muffels                   | Allemagne   | + 1 min 35 s 9 |
| 9    | Yohsuke Miyamoto, Yasunari Hirai, Yukimi Moriyama, Minami Niikura                | Japon       | + 1 min 48 s 1 |
| 10   | Sergueï Bolchakov, Daria Kulik, Kirill Abrosimov, Mariia Novikova                | Russie      | + 1 min 49 s 2 |

## Tableau des médailles
| Rang  | Nation      | Or | Argent | Bronze | Total |
| ----- | ----------- | -- | ------ | ------ | ----- |
| 1     | France      | 4  | 1      | 1      | 6     |
| 2     | États-Unis  | 1  | 2      | 0      | 3     |
| 3     | Pays-Bas    | 1  | 1      | 0      | 2     |
| 4     | Brésil      | 1  | 0      | 2      | 3     |
| 5     | Italie      | 0  | 2      | 3      | 5     |
| 6     | Équateur    | 0  | 1      | 0      | 1     |
| 7     | Royaume-Uni | 0  | 0      | 1      | 1     |
| 8     | Russie      | 0  | 0      | 1      | 1     |
| Total | Total       | 7  | 7      | 8      | 22    |